# الأمنية الأخيرة (كتاب)
الأمنية الأخيرة (بالبولندية: Ostatnie życzenie) هو الكتاب الأول من ثنائية تجميعات من القصص القصيرة يسبق ملحمة الويتشر الرئيسية، كتبه الروائي البولندي الفانتازي أندريه سابكوسكي. النسخة الأولى قد أُصدرت في 1993. وقد تُرجم الكتاب إلى عدة لغات ومنها العربية.
الكتاب يستخدم القصة الإطارية ويحتوي 7 قصص رئيسية. جيرالت من ريفيا يستريح في معبد بعد إصابته في معركة. أثناء ذلك، تراوده ذكريات إلى أحداث قريبة في حياته، كل واحدة منهم تمثل قصة على حدة.

## وصلات خارجية
- الأمنية الأخيرة على قاعدة بيانات الخيال التأملي على الإنترنت